# Ammothella stauromata
Ammothella stauromata är en havsspindelart som beskrevs av Child, C.A. 1982. Ammothella stauromata ingår i släktet Ammothella och familjen Ammotheidae. Inga underarter finns listade i Catalogue of Life.